# Tractat de Fontainebleau (1611)
|  | Per a altres significats, vegeu «Tractat de Fontainebleau». |

El Tractat de Fontainebleau  fou un acord matrimonial pactat el 1611 per les cases reials d'Espanya i França mitjançant el qual es va pactar la futura boda del Príncep d'Astúries Felip amb la princesa francesa Isabel de Borbó, i la dels seus respectius germans, la infanta espanyola Anna d'Espanya amb el rei Lluís XIII de França, tots ells menors d'edat a la data de la firma de l'acord.
El tractat, promogut amb la intermediació del papa Pau V i del gran duc de Toscana Cosme II de Mèdici, fou firmat al palau de Fontainebleau el 30 d'abril de 1611 per Íñigo de Cárdenas, ambaixador espanyol a França en nom dels reis d'Espanya, Felip III de Castella i Margarida d'Àustria, i per Nicolas de Neufville, secretari d'estat francès en representació de Maria de Mèdici, vídua d'Enric IV de França i regent del regne durant la minoria d'edat de Lluís XIII.